# Comédie-Française
Comédie-Française hay Théâtre-Français là một trong vài nhà hát nhà nước của Pháp và là nhà hát nhà nước duy nhất có đoàn kịch riêng ở quốc gia này. Địa điểm chính của nhà hát này có tên gọi Salle Richelieu, một tòa nhà thuộc cung điện Palais Royal, trên quảng trường André-Malraux, quận 1 thành phố Paris.